# Paramount Pictures
Paramount Pictures je ameriško filmsko podjetje, ki se primarno ukvarja s produkcijo in distribucijo filmov ter televizijskih programov. Leta 1912 ga je ustanovil Adolph Zukor, ki je bil madžarkega rodu in je drugi najstareši filmski studio v Hollywoodu, samo za mesec dni starejši od Universal Studios.

## Filmografija
- Seznam filmov Paramount Pictures